# Palude di Imbutillo
Palude di Imbutillo este o arie protejată (arie specială de conservare — SAC, sit de importanță comunitară — SCI) din Italia întinsă pe o suprafață de 33 ha, integral pe uscat.

## Localizare
Centrul sitului Palude di Imbutillo este situat la coordonatele 38°49′48″N 16°13′25″E / 38.830114°N 16.223612°E.

## Înființare
Situl Palude di Imbutillo a fost declarat sit de importanță comunitară în septembrie 1995 pentru a proteja 14 specii de animale. Situl a fost protejat și ca arie specială de conservare în iunie 2017.

## Biodiversitate
Situată în ecoregiunea mediteraneană, aria protejată conține 3 habitate naturale: Pajiști umede mediteraneene cu ierburi înalte de Molinio-Holoschoenion, Iazuri temporare mediteraneene, Dune împădurite cu Pinus pinea și/sau Pinus pinaster.
La baza desemnării sitului se află mai multe specii protejate:
- păsări (13): stârc roșu (Ardea purpurea), stârc galben (Ardeola ralloides), caprimulg (Caprimulgus europaeus), erete de stuf (Circus aeruginosus), egretă mică (Egretta garzetta), piciorong (Himantopus himantopus), stârc pitic (Ixobrychus minutus), pescăruș-cu-cap-negru (Larus melanocephalus), stârc de noapte (Nycticorax nycticorax), lopătar (Platalea leucorodia), țigănuș (Plegadis falcinellus), chiră de baltă (Sterna hirundo), fluierar de mlaștină (Tringa glareola)
- reptile (1): țestoasa de baltă (Emys orbicularis)

Pe lângă speciile protejate, pe teritoriul sitului au mai fost identificate 1 specie de plante, 6 specii de amfibieni, 3 specii de reptile.